# Leopold-Hoesch-Museum

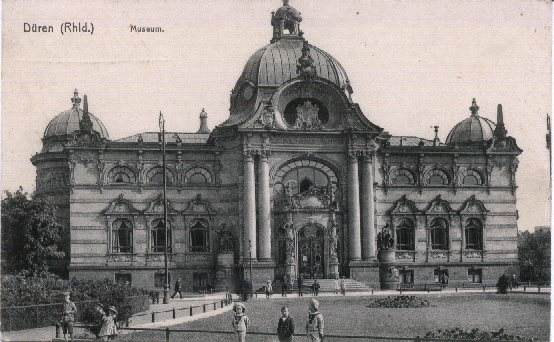
Vor dem Zweiten Weltkrieg

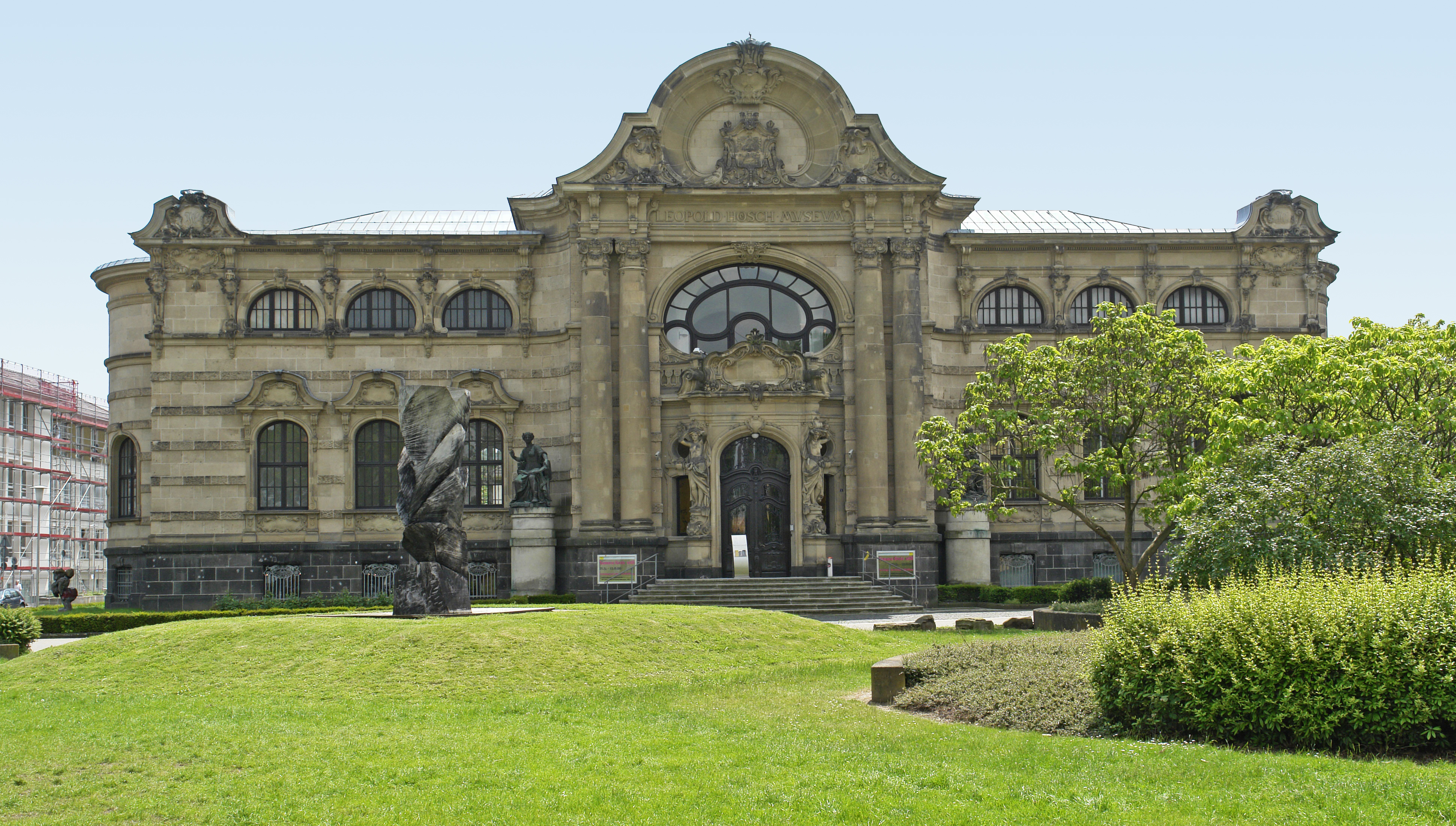
Frontansicht des Museumsgebäudes

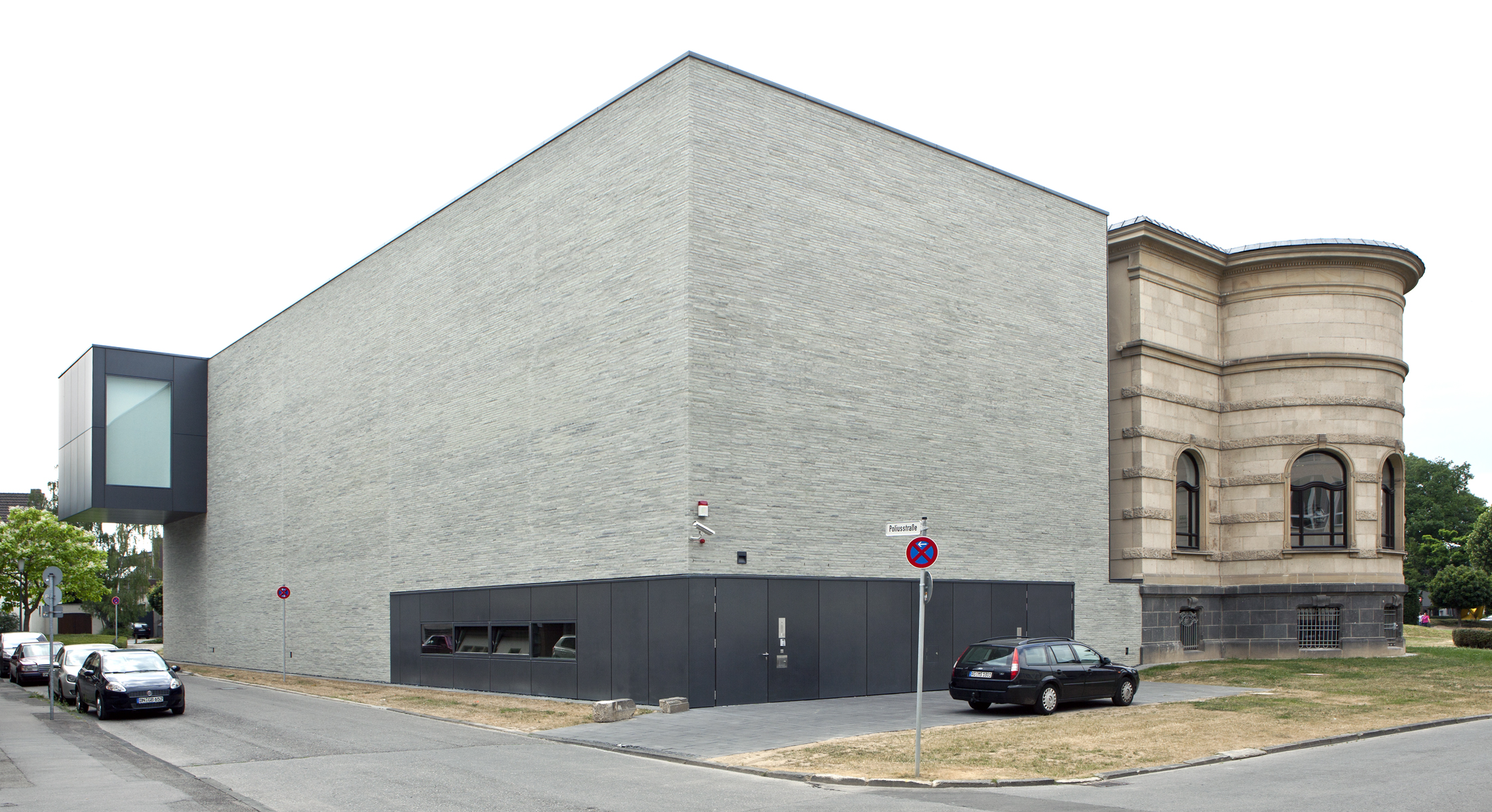
Erweiterungsbau des Museums, im Juli 2010

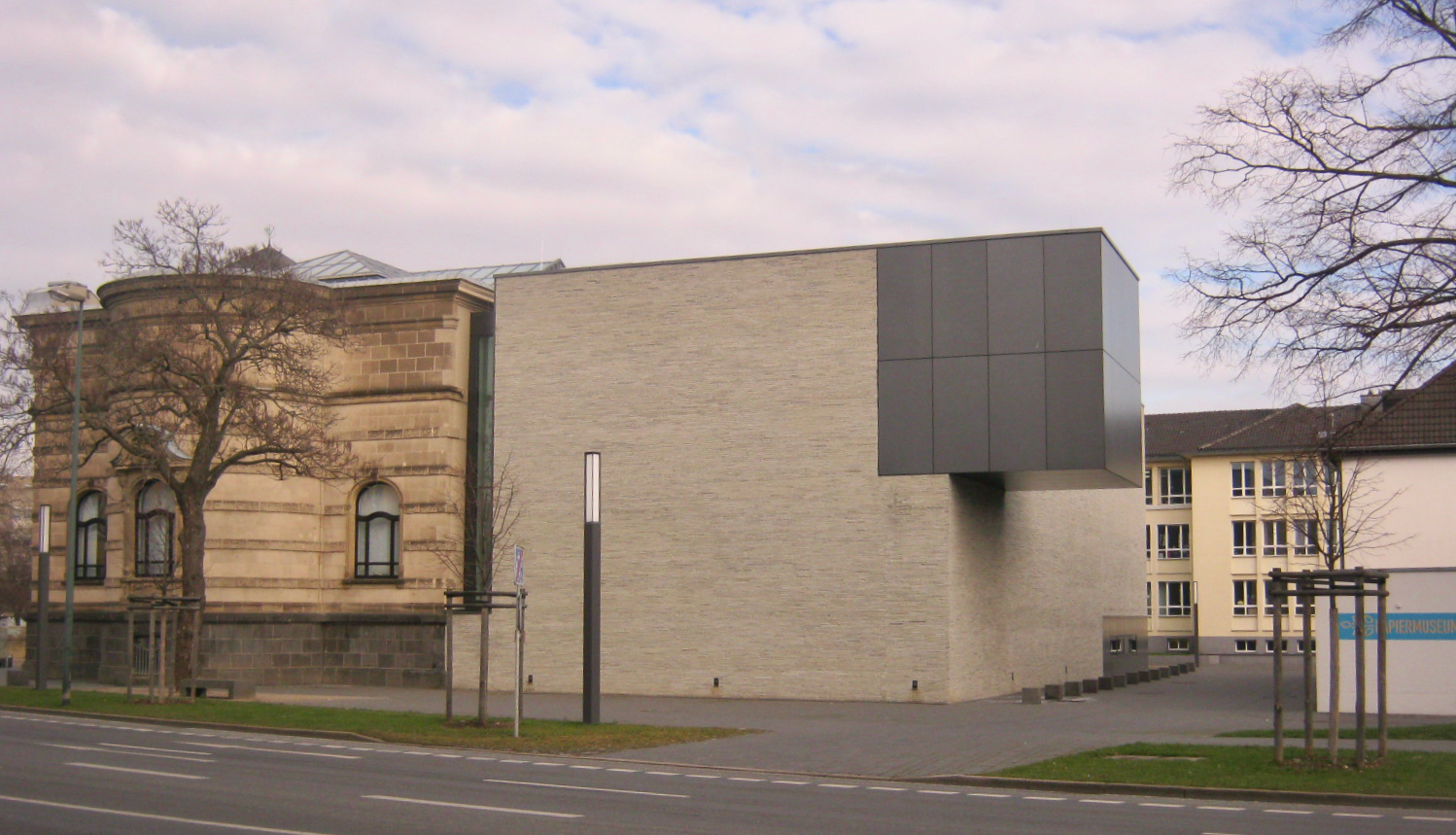
Der Anbau von der August-Klotz-Straße aus gesehen

Das Leopold-Hoesch-Museum ist ein Kunstmuseum in Düren, Kreis Düren, Nordrhein-Westfalen. Die Dürener Industriellenfamilie Hoesch, vertreten durch Kommerzienrat Wilhelm Hoesch (1845–1923), den Sohn von Leopold Hoesch, schenkte nach dem Tod des Familienvaters im Jahre 1899 der Stadt Düren den Betrag von 300.000 Mark für die Errichtung eines Museums.

## Gebäude
Der in opulentem Neubarock gestaltete Quaderbau mit reicher Skulptierung und bemerkenswerter Treppenhausrotunde wurde nach Entwürfen des Aachener Architekten Georg Frentzen geschaffen, 1905 fertiggestellt und am 8. November 1905 eingeweiht. Das Gebäude bildete mit dem durch den Vetter von Leopold Hoesch, Eberhard Hoesch (1827–1907), gestifteten und 1905 bis 1907 erbauten Dürener Stadttheater (Architekt: Carl Moritz) sowie der Dürener Marienkirche das Gebäudeensemble um den Hoeschplatz. Den Eingangsbereich zieren seit 1905 die beiden monumentalen Bronze-Skulpturen Studium (männliche Figur rechts vom Haupteingang) und Phantasie (weibliche Figur links vom Haupteingang) des Aachener Professors und Bildhauers Karl Krauß.
Beim Luftangriff auf Düren am 16. November 1944 wurden Theater und Marienkirche nahezu vollständig zerstört, ersteres wurde auch nicht mehr aufgebaut. Das Leopold-Hoesch-Museum überstand als eines der wenigen Gebäude der Dürener Innenstadt den Krieg, wenn auch schwer beschädigt. So waren die Dächer, Kuppeln (nur das Glas, nicht die Konstruktion), Teile des Ostflügels sowie Teile des oberen Mittelsaals (jedoch nicht das Treppenhaus und nicht der Westflügel) zerstört. Der 1952 abgeschlossene Wiederaufbau erfolgte in vereinfachter Form, unter Verzicht auf die Kuppeln. Das denkmalgeschützte Gebäude wurde 2007 bis 2009 saniert und erhielt auf Initiative der Museumsdirektorin Dorothea Eimert einen Erweiterungsbau des Architekten Peter Kulka, der im Juni 2010 eröffnet wurde. Der Erweiterungsbau vergrößert die Ausstellungsfläche des Museums auf knapp 3000 Quadratmeter und wurde ermöglicht durch die finanzielle Unterstützung der Günther-Peill-Stiftung.
Die Orpheus-Statue wurde dem Leopold-Hoesch-Museum zu seinem 75. Geburtstag 1980 von der Dürener Industrie geschenkt und stand seit 1984, bis das Museum den neuen Anbau erhielt, seitlich rechts vom Eingang. Danach wurde sie zur Musikschule umgesetzt.
Das Museum war von 2007 bis 2010 wegen Umbau geschlossen und im Juni 2010 wurden die sanierten und neu hinzugekommenen Räume eingeweiht. Der neue Anbau des Architekten Peter Kulka, „Günther Peill Forum“ genannt, stellt durch seine Schlichtheit und klaren Linien einen starken Kontrast zum neobarocken Altbau dar. Doch beide Gebäudeteile werden durch eine gläserne Achse und Brücken verbunden und spiegeln so das Ausstellungskonzept der im Januar 2010 neu berufenen Museumsdirektorin Renate Goldmann dar. Die Verbindung zwischen alt und neu, zwischen historischer und moderner Architektur sowie zwischen Werken aus dem Bestand und der zeitgenössischen Kunst lassen neue Perspektiven entstehen.
Ende Juni 2011 wurde vor dem Museum die 80 t schwere Steinskulptur Ursprung des Künstlers Ulrich Rückriem aufgebaut. Sie besteht aus Anröchter Dolomit.

## Sammlung und Ausstellungen
Das Leopold-Hoesch-Museum wurde 1905 – wie es damals üblich war – als „gemischtes“ Museum eröffnet. Es wurde die „Städtische Münz- und Altertumssammlung“ gezeigt, die bereits 1873 durch eine Stiftung des Apothekers Damian Rumpel begründet wurde. Weitere Ausgrabungsfunde durch den Historiker August Schoop kamen hinzu, auch Stiftungen wie 1906 von Fabrikant Richard Schleicher, 1907 die umfangreiche Münzsammlung von Eberhard Hoesch und 1908 die 650 Objekte umfassenden Funde aus dem Neuenburger See von Fabrikant Benno Schoeller. Die Sammlung des Forschungsreisenden Carl Georg Schillings, die dieser von zahlreichen Reisen aus Ost-Afrika mitgebracht hatte, wurden im Turnus ausgestellt. Diese Sammlung existiert noch heute und ist in Teilen im Stadtmuseum Düren zu besichtigen.
Ab 1906 zeigte das Museum Kunstwerke aus dem Privatbesitz Dürener Bürger z. B. die Inkunabelsammlung von Ida Schoeller (Diese gab u. a. auch dem Maler Paul Adolf Seehaus Anlass, für seine Dissertation zu forschen). Seit 1906 zeigte das Museum jährlich mehrere Ausstellungen auch zur damals aktuellen Kunst, so z. B. Otto Modersohn, August von Brandis, Christian Rohlfs, Max Klinger, Ernst Barlach, Käthe Kollwitz, Emil Nolde. Museumsdirektor Helmut May (später Wallraf-Richartz-Museum Köln) „riskierte“ im Dritten Reich Ausstellungen der Verfemten, so auch 1935 die letzte noch mögliche Einzelausstellung des Expressionisten Otto Mueller.
Durch die Tätigkeit des bereits im Jahr der Museumseröffnung gegründeten Museumsvereins sowie private Zuwendungen konnte das Museum seine Bestände deutlich erweitern, auch in Richtung einer eigenen Kunstsammlung. Im Zweiten Weltkrieg und den unmittelbar darauffolgenden Wirren gingen die Bestände des Museums (mit Ausnahme der ur- und frühgeschichtlichen Sammlung und der Schillingssammlung) vollständig verloren.
Bereits in den 1950er Jahren gelang es, den heutigen Grundstock der Museumssammlung zu positionieren, zunächst mit dem Ankauf 462 Blätter umfassenden grafischen Sammlung des Dürener Malers Hans Beckers; hierin befanden sich Aquarelle und Zeichnungen z. B. von Menzel, Spitzweg, Slevogt, Liebermann, Corinth, Kubin, Ensor und vieler Expressionisten. Der Museumsverein und die Industrie erwarben für die Museumssammlung Gemälde der Klassischen Moderne, insbesondere des deutschen Expressionismus, so Werke von Emil Nolde, Oskar Kokoschka, Max Beckmann, Lovis Corinth, Otto Mueller, Karl Schmidt-Rottluff, Max Pechstein, Ernst Ludwig Kirchner, Wassily Kandinsky, Alexej von Jawlensky, Marianne von Werefkin, Otto Dix, Karl Hofer u. a. Den zentralen Bestand im Sinne der Ausrichtung von Helmut May trug die Sammlung Dr. Paul Troch (1887–1953) mit Werken von Charles Crodel, Karl Hofer, Oskar Kokoschka, Max Liebermann, Emil Nolde und Christian Rohlfs bei.
Das Museum blieb immer auch der zeitgenössischen Kunst verpflichtet, eine Orientierung, die sich verstärkte, als die Werke der Klassischen Moderne in den 1960ern und 1970ern zunehmend unerschwinglich wurden. Dennoch gelang es mit Hilfe der Josef-Zilcken-Stiftung, Werke der Klassischen Moderne anzukaufen, so einige von Heinrich Maria Davringhausen, Paula Modersohn-Becker, Richard Seewald, Carlo Mense, Karl Hubbuch.
Seit den frühen 1980er Jahren baute das Leopold-Hoesch-Museum unter der Leitung von Dorothea Eimert mit der Papierkunst einen neuen Schwerpunkt auf. Düren ist auch bekannt als Stadt der Papierindustrie und die diesbezüglichen Ausstellungen bekamen Unterstützung der regionalen und überregionalen Papierhersteller und -verarbeiter. 1981 wurde die erste Ausstellung zur Papierkunst gezeigt. 1986 fand die „I. Internationale Biennale der Papierkunst“ PaperArt statt, die bis 2005 acht weitere Male in Düren zu sehen war und das Museum zu einem der Zentren für Papierkunst machte. Der Verband Deutscher Papierfabriken (VDP) unterstützte stets das Vorhaben und richtete zudem jeweils den „Papierkunst-Preis der deutschen Papierindustrie“ aus. Die technische und kulturhistorische Seite des Papiers und seiner Herstellung wird seit 1990 in dem dem Leopold-Hoesch-Museum angegliederten Papiermuseum Düren gezeigt.
Das Museum profitiert wie in seinen Anfängen so auch in heutiger Zeit vom Mäzenatentum Dürener Bürger und Familien und verfügt über drei private Stiftungen:
- Die Günther-Peill-Stiftung (gegründet 1986) verleiht den Peill-Preis für zeitgenössische Kunst und vergibt Stipendien an Nachwuchskünstler.
- Die Josef-Zilcken-Stiftung (gegründet 1989) unterstützt den Ankauf von Werken der Klassischen Moderne, während
- die Hubertus-Schoeller-Stiftung (gegründet 2004) selbiges im Bereich der konkret-konstruktiven Kunst unternimmt.

Weitere große Unterstützung erfährt das Leopold-Hoesch-Museum außerdem durch den Museumsverein Düren e. V.

## Leitung
Direktoren des Leopold-Hoesch-Museums seit seiner Gründung:
- 1906–1931: Johannes Huff, Architekt im städtischen Hochbauamt
- 1931–1933: Max Ernst Schneiders, Architekt im städtischen Hochbauamt
- 1933–1936: Helmut May, als Stellvertreter auch 1938 und 1971
- 1936–1938: Hans Peters
- 1938–1968: Heinrich Appel, 1941–1945 zum Kriegsdienst eingezogen
- 1968–1971: Manfred Tripps
- 1972–1978: Wilhelm Lehmbruck
- 1978–2009: Dorothea Eimert, ab 1990 gleichzeitig für das Papiermuseum Düren
- 2010–2017: Renate Goldmann, gleichzeitig für das Papiermuseum Düren
- seit 1. August 2018: Anja Dorn[7], gleichzeitig für das Papiermuseum Düren

## Ausstellungen
- 2010: Interieur. Werkschau Andreas Schulze
- 2010: Otto Piene. Le Rouge et le Noir
- 2010/2011: Claus Richter. Nothing is easy & Selected Works from the Hoesch Collection
- 2011: I hate Paul Klee. Papierarbeiten aus der Sammlung Speck
- 2011/2012: Dialog über Grenzen. Die Sammlung Riese
- 2011/2012: Imre Kocsis – Ein Raum. Hubertus Schoeller Stiftung
- 2011/2012: Sergey Vutuc. Something in Between
- 2011/2012: Aley Müller. Cassiopeia und der Alberich
- 2012: Ulrich Rückriem. Neue Arbeiten.
- 2012: Heidi Specker. Termini.
- 2012: Alexander Esters. Kopf mit Drehtür
- 2012: Moi Wer. Sammlung Ann und Jürgen Wilde
- 2012: Dirk Skreber. NDAA* Der Na(h)tanzhummer II
- 2012: Zefrey Throwell. Sucked Up in the Devil’s Bed
- 2012: Unsere Werte. Neuzugänge in Sammlungen und Stiftungen
- 2012: Özlem Altin: Rhythm of Resemblance
- 2012: Peillpreisträger 2010: David Claerbout
- 2012: ZERO auf Papier
- 2012: Slg. Wilhelm Otto Nachf. – Werkräume von Kai Althoff bis Thomas Zipp
- 2013: Von Lucas Cranach bis Wilhelm Trübner Meisterwerke aus der Anhaltischen Gemäldegalerie
- 2014: Axel Kasseböhmer. Landschaften.
- 2014: Moderne. Weltkrieg. Irrenhaus.
- 2015/2016: Figure on Display. Stephan Balkenhol & Jeff Wall
- 2015/2016: Hubertus Schoeller Stiftung: Jan Kubíček
- 2015/2016: Hoesch Talents 2015 Jahresgaben Museumsverein Düren 2015
- 2017: Impuls Paris. Egon Karl Nicolaus
- 2017: Heijo Hangen. Malerei
- 2017: Unsere Werte? Provenienzforschung im Dialog: Leopold-Hoesch-Museum und das WALLRAF
- 2017: Niki de Saint Phalle und das Theater – At Last I Found the Treasure (in Kooperation mit der Kunst- und Kulturstiftung Opelvillen Rüsselsheim und der Kunstsammlung Jena)
- 2017–2018: Saâdane Afif. Ici. / Là-bas.
- 2017–2018: Beyond the Box. Sammlung Dohmen
- 2018: Günther Uecker – Huldigung an Hafez
- 2018: Claudia Kallscheuer. Clear and Cloudy. Kunstpreis des Kreises Düren 2017
- 2018: Apropos Papier: Matthias Lahme – Portraits
- 2018: Apropos Papier: Ignacio Uriarte – Bürokünstler
- 2018: Mixed Use mit Manuel Graf
- 2018: Hubertus Schoeller Stiftung: Miloš Urbásek. Malerei – Eine Position der tschechischen Nachkriegsavantgarde
- 2018: Apropos Papier: Nora Schattauer – offensichtlich nicht offensichtlich
- 2018: Paul Sochacki „Gurbet“, Raphaela Vogel „Il mondo in cui vivo“ (Stipendiat*innen der Günther-Peill-Stiftung 2016–2018)
- 2018–2019: Hoesch Talents 2018
- 2018–2019: Thomas Arnolds, Duktusinduziert
- 2019: Apropos Papier: Willem Oorebeek, JoëlleTuerlinckx, Heimo Zobernig
- 2019: Peter Zimmermann, abstractness
- 2019–2020: Hoesch Talents 2019
- 2019–2020: Vom Leben in Industrielandschaften – Eine fotografische Bestandsaufnahme
- 2020: Apropos Papier: Jimmy Robert – Plié
- 2020–2021: Piktogramme, Lebenszeichen, Emojis: Die Gesellschaft der Zeichen
- 2020–2021: Hoesch Talents 2020
- 2020–2021: Alex Müller, Vom Mähen zum Frieden
- 2021: Alice Creischer. Komm, wir gehen in die Wälder, Preisträgerin der Günther-Peill-Stiftung 2018
- 2021: Kasia Fudakowski. Türen, Stipendiatin der Günther-Peill-Stiftung 2018–2020
- 2021: Pakui Hardware. Shapeshifters, Stipendiat*innen der Günther-Peill-Stiftung 2018–2020
- 2021: Albrecht Fuchs. Album – Portraits 1989 - 2021
- 2021–2022: Walter Dohmen, Linien und Körper
- 2021–2022: Vom Leben in Industrielandschaften – Den Strukturwandel im Blick
- 2021–2022: Hoesch Talents 2021
- 2022: Volker Saul. Aftermath – Turning
- 2022: Vera Molnar. Unterbrechungen – Lücken
- 2022–2023: Kerstin Brätsch. Sein, Preisträgerin der Günther-Peill-Stiftung 2020
- 2022–2023: Alexis Gautier. Burning the Plot, Stipendiat der Günther-Peill-Stiftung 2020–2022
- 2022–2023: Britta Thie. In Development, Stipendiatin der Günther-Peill-Stiftung 2020–2022
- 2023: Irmel Kamp. Architekturbilder
- 2023: Hoesch Talents 2022
- 2023: Blank. Raw. Illegible... Artists` Books as Statements (1960-2022)
- 2023–2024: Anne Neukamp, Impossible Object
- 2024: Ulrich Rückriem zeichnet.
- 2024: Hoesch Talents 2023
- 2024: Johanna von Monkiewitsch. Was der Fall ist.
- 2024–2025: Jana Euler. Parallele Praxis, Preisträgerin der Günther-Peill-Stiftung 2022
- 2024–2025: Silvia Martes. „In(de)finite? – Both. Lean back.“, Stipendiatin der Günther-Peill-Stiftung 2022–2024
- 2024–2025: Andrzej Steinbach, Unkenntliches Metall, Stipendiat der Günther-Peill-Stiftung 2022–2024
- 2025: Katharina Jahnke. Hic sunt leones.
- 2025: Hoesch Talents 2024
- 2025: ALLES SAMMLUNG
- 2025: Vor Ort - Industrielandschaft Rheinland. Die Fotografische Gesellschaft 1925 Düren e. V. zu Gast im LHM